# 장 핑

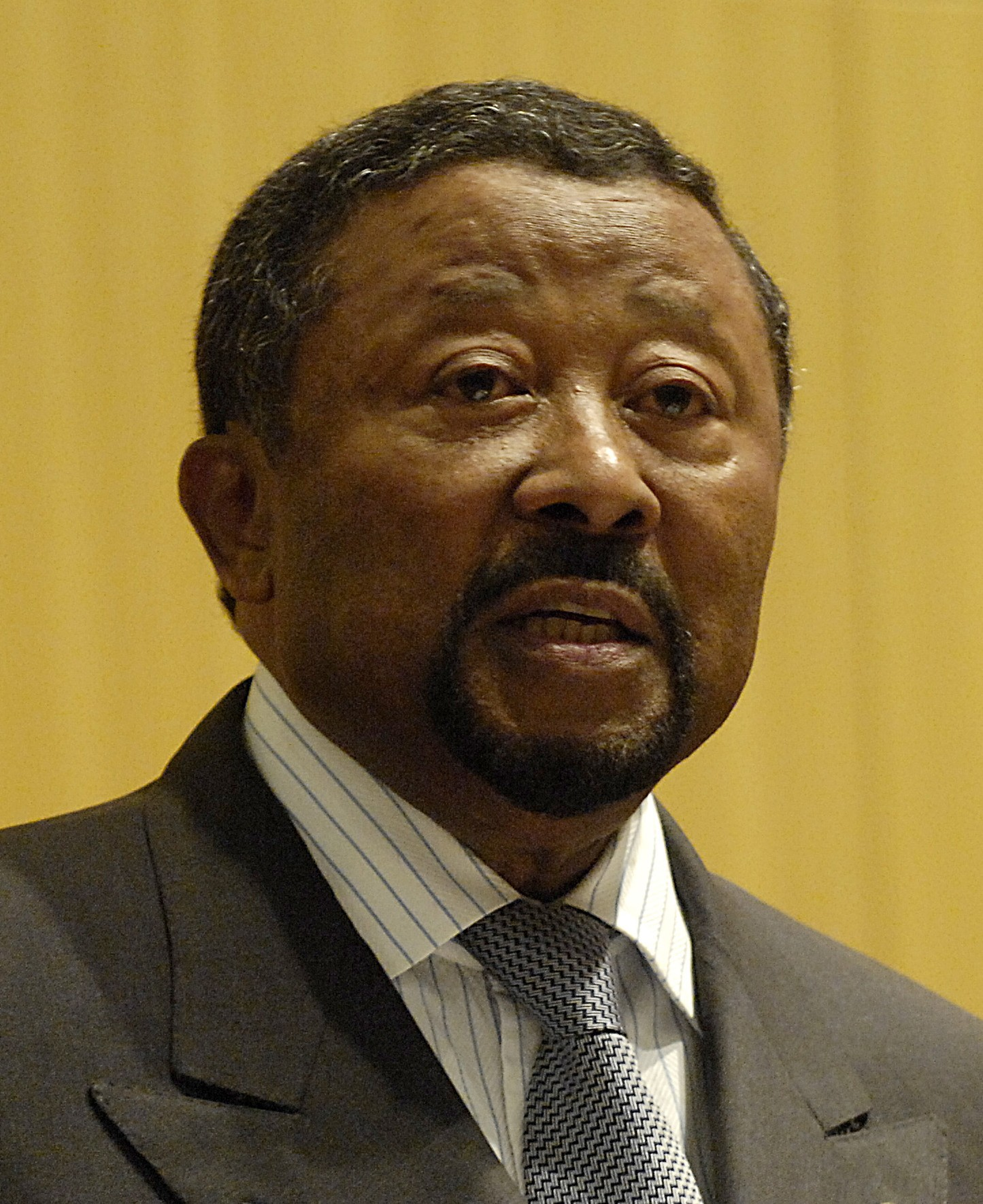
장 핑

장 핑(프랑스어: Jean Ping, 문화어: 쟝 삥, 1942년 11월 24일~)은 가봉의 외교관, 정치인이다. 옴부에(Omboué) 출신이다.

## 생애
포르장티의 남쪽에 위치한 작은 마을인 옴부에(Omboué)에서 중국인 아버지와 가봉인 어머니의 아들로 태어났다. 그의 아버지인 청즈핑(Cheng Zhiping)은 중국 저장성 원저우시 태생의 벌목 노동자이고 그의 어머니인 제르멘 아니나(Germaine Anina)는 콩고(Kongo)에서 태어난 가봉인 부족장의 딸이다.
1972년부터 프랑스 파리 주재 유네스코 본부에서 근무했고 1975년에는 팡테옹 소르본 대학교에서 경제학 박사 학위를 받았다. 1978년에는 프랑스 주재 가봉 대사관에서 고문으로 근무했고 1978년부터 1984년까지 유네스코 주재 가봉 대표부 대사를 역임했다. 1984년에 가봉으로 귀국한 이후에는 오마르 봉고 대통령의 수석 보좌관으로 임명되었고 1990년부터는 가봉의 여러 정부 부처에서 장관을 역임했다.
1999년부터 2008년까지 가봉 외교협력프랑코포니부 장관을 역임했고 2004년 9월 18일부터 2005년 9월 17일까지 유엔 총회 의장을 역임했다. 2008년부터 4월 28일부터 2012년 10월 15일까지 아프리카 연합 위원회 위원장을 역임했다.
2014년 2월에는 가봉의 집권당이었던 가봉 민주당을 탈당하고 야권 진영에 합류하면서 알리 봉고 온딤바 대통령과 대립하게 된다. 2016년 8월에 실시된 가봉 대통령 선거에서 야권 단일 후보로 출마했지만 가봉 민주당의 알리 봉고 온딤바 대통령에게 근소한 차로 패배하고 만다.

## 역대 선거 결과
| 선거명      | 직책명        | 대수 | 정당               | 득표율 | 득표수    | 결과 | 당락 |
| ----------- | ------------- | ---- | ------------------ | ------ | --------- | ---- | ---- |
| 2016년 선거 | 가봉의 대통령 | 3대  | 변화를 위한 연합군 | 48.23% | 172,128표 | 2위  | 낙선 |